# Puente de los Franceses (canción)

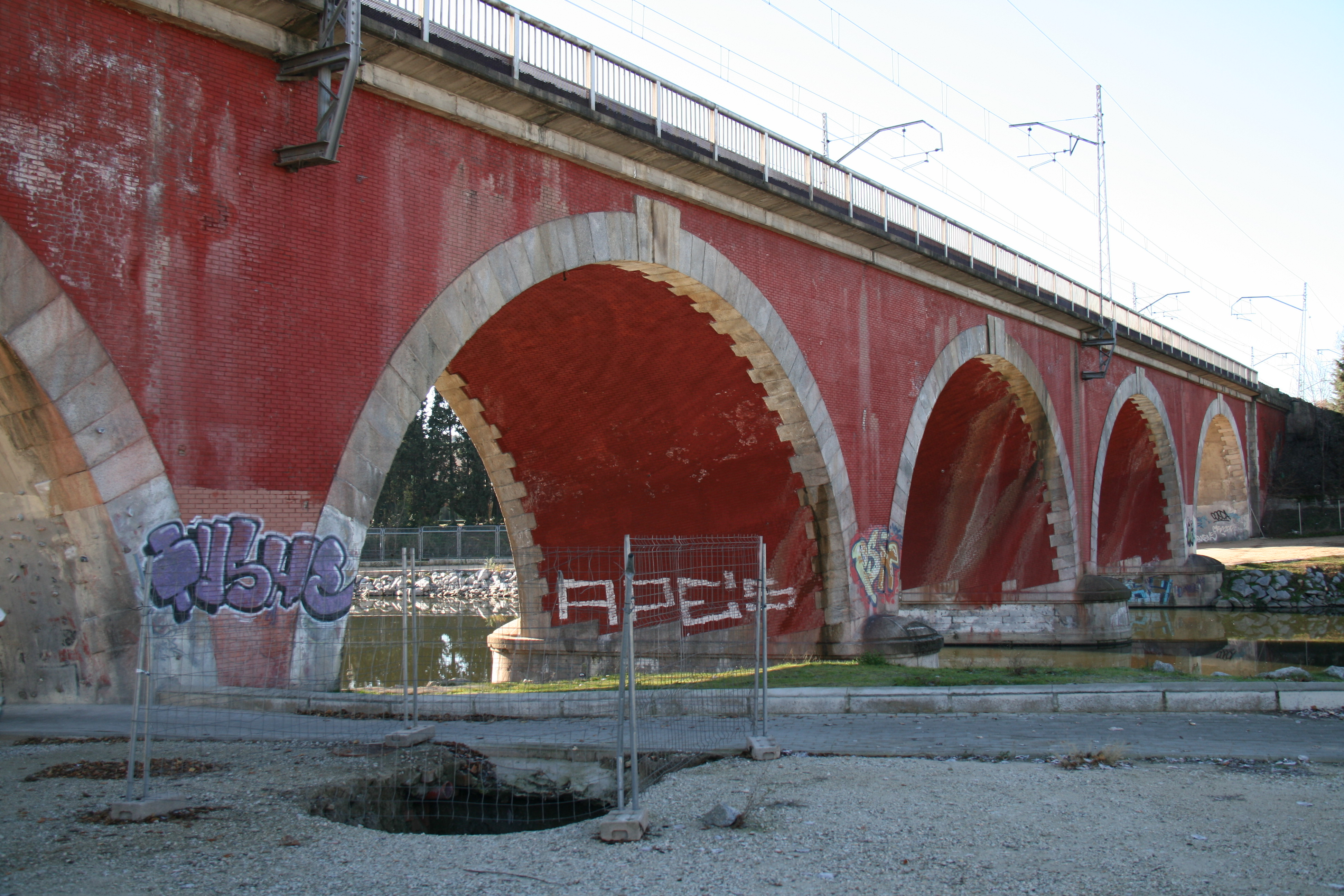
El Puente de los Franceses.

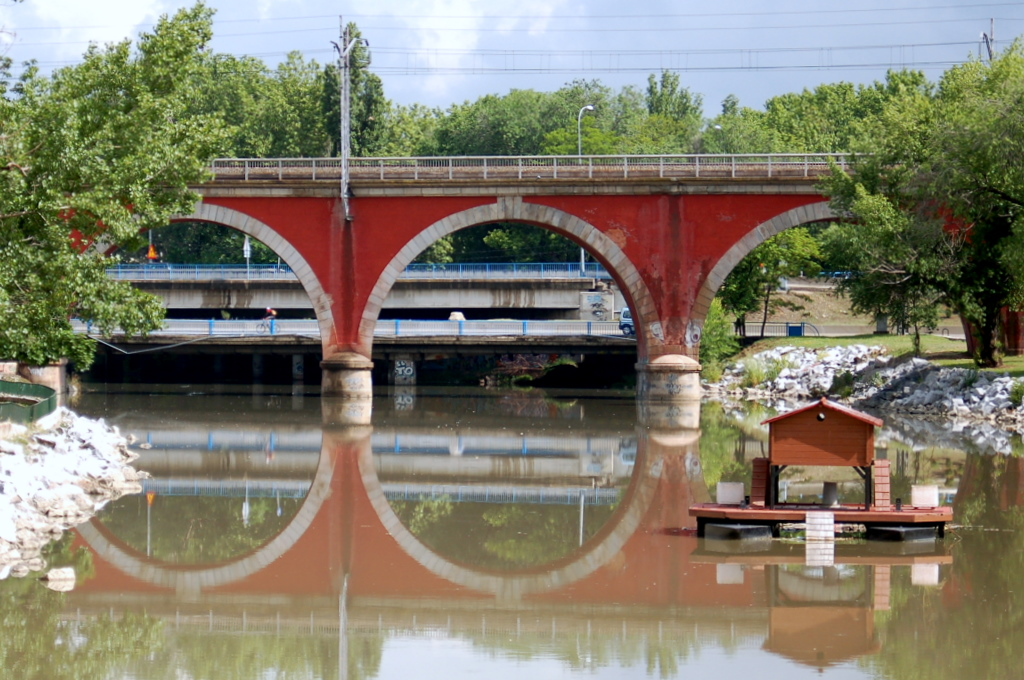

La canción Puente de los Franceses fue una copla inspirada en el bando republicano durante los primeros instantes del transcurso de la defensa de Madrid durante la Guerra Civil. Su letra se centra en la defensa del viaducto ferroviario denominado puente de los Franceses, intenso frente de batalla en los primeros días del mes de noviembre del año 1936 que dieron paso al frente de batalla sobre la Ciudad Universitaria. Esta copla forma parte del cancionero de la Guerra Civil con el objeto de elevar la moral de los combatientes del bando republicano, su melodía tenía origen en la de Los cuatro muleros.

## Contexto
El puente fue construido entre los años 1860 y 1862 por ingenieros franceses con el objeto de poder dar servicio a la línea férrea del Norte (Madrid-Venta de Baños-Irún), en su cruce con el río Manzanares. Su nombre popular se debe a la presencia de estos obreros franceses durante su construcción, y la convivencia con los madrileños. Se realizó el viaducto en una mezcla de rojo ladrillo y granito (empleado en las dovelas). El Puente se encontraba en las cercanías de la Estación del Norte. Se encuentra a orillas del río en la frontera con la Casa de Campo. 
En el año 36, tras el golpe de Estado militar se produce la denominada: marcha a Madrid. En la que unos ocho mil efectivos rebeldes procedentes del protectorado español de Marruecos pretenden tomar la capital que se encuentra en el bando republicano. Su avance desde el sur, desde extremadura y Toledo hizo que se encontraran las fuerzas asaltantes en noviembre de 1936 a las puertas de Madrid, en frente a la Casa de Campo. La Junta de Defensa de Madrid asignó al comandante Romero la defensa de esta posición sobre el viaducto que comenzó a entrar en combate el 15 de noviembre. El intenso combate que se produjo en estos días, hizo que el viaducto finalmente no fuera cruzado, pero desplazó el eje de ataque aguas arriba por el río unos 500 metros. Lugar por el que lograron cruzar con numerosas bajas las tropas asaltantes, estableciéndose la denominada "pasarela de la muerte". La defensa republicana se encarnizó en el espacio existente entre el viaducto de los franceses y el puente de San Fernando.

## Letra y sus elementos
Una de las primeras versiones de la copla menciona los elementos característicos de la batalla en torno al viaducto: los milicianos republicanos (defensores), la Casa de Campo (eje de ataque principal de las tropas rebeldes del General Asensio), los moros (las tropas de tabores procedentes del protectorado de Marruecos), el río Manzanares (línea divisoria de ambos bandos el día 14 y 15 de noviembre de 1936), y los intensos bombardeos terrestres y aéreos de los días precedentes sobre la ciudad, así como la zona. Todo ello conforma la letra de esta primera versión:

Puente de los Franceses

puente de los Franceses

puente de los Franceses

mamita mía nadie te pasa, nadie te pasa.

Porque los milicianos

porque los milicianos

porque los milicianos

mamita mía que bien te guardan, que bien te guardan

Por la Casa de Campo

Por la Casa de Campo

Por la casa de Campo

mamita mia y el Manzanares, y el Manzanares

Quieren pasar los moros

Quieren pasar los moros

Quieren pasar los moros

mamita mia no pasa nadie, no pasa nadie

Madrid ¡que bien resistes!

Madrid ¡que bien resistes!

Madrid ¡que bien resistes!

mamita mía los bombardeos, los bombardeos

De las bombas se ríen

de las bombas se ríen

de las bombas se ríen

mamita mía los madrileños, los madrileños.

Existen otras versiones con mayor contenido, y que hacen referencia en su letra a los cuatro generales asaltantes: Franco, Sanjurjo (muerto a comienzos de la rebelión), Mola y Queipo de Llano.

## La copla en la cultura popular
El final de la Guerra Civil mediante el golpe "casadista", que derribó al gobierno republicano del socialista Juan Negrín, hizo que se escribieran contra-réplicas populares a la copla:

Puente de los Franceses ya te han pasado, porque los casadistas te han traicionado
(Anónimo)

Esta y otras coplas de la defensa de Madrid fueron vetadas en la posguerra, comenzando a cantarse, ya como recuerdo, en el periodo de la transición española.